# Birger Wasenius
Birger Adolf Wasenius (ur. 7 grudnia 1911 w Helsinkach, zm. 2 stycznia 1940 w Lunkulansaari) – fiński łyżwiarz szybki, trzykrotny medalista olimpijski i czterokrotny medalista mistrzostw świata.

## Kariera
Pierwszy medal w karierze Birger Wasenius osiągnął w 1933 roku, kiedy zajął drugie miejsce podczas mistrzostw Europy w Viipuri. Rok później zajął drugie miejsce wielobojowych mistrzostwach świata w Helsinkach, ulegając tylko Norwegowi Berntowi Evensenowi. Następnie zdobył brązowy medal na mistrzostwach Europy w Helsinkach w 1935 roku oraz kolejny srebrny podczas mistrzostw świata w Davos w 1936 roku. W tym też roku brał udział w igrzyskach olimpijskich w Garmisch-Partenkirchen, gdzie zdobył trzy medale. W biegach na 5000 m i 10 000 m był drugi za Ivarem Ballangrudem z Norwegii, a w biegu na 1500 m zajął trzecie miejsce, ulegając tylko Charlesowi Mathiesenowi i Ballangrudowi. Kolejne dwa medale zdobył w 1937 roku, zajmując drugie miejsce na mistrzostwach świata w Oslo oraz trzecie na mistrzostwach Europy w Davos. Ostatni medal zdobył podczas mistrzostw świata w Helsinkach w 1939 roku, gdzie sięgnął po złoto, wyprzedzając Łotysza Alfonsa Bērziņša i Charlesa Mathiesena.
Sześć razy zostawał mistrzem Finlandii w wieloboju (1933-1935, 1937-1939).
Zginął w walkach w okolicy jeziora Ładoga podczas wojny zimowej.

### Mistrzostwa świata
- Mistrzostwa świata w wieloboju
  - złoto – 1939
  - srebro – 1934, 1936, 1937